# Gardaland
Gardaland je italský zábavní park, který vznikl v roce 1975.
Je to jeden z prvních zábavních parků v Evropě a s plochou více než 545 000 m2 (v roce 2015) patří i k těm největším. Nachází se v severní části Itálie u jezera Lago di Garda, poblíž města Verony. Gardaland byl s 2,85 milióny návštěvníků v roce 2015 osmým nejnavštěvovanějším zábavním parkem v Evropě. Časopis Forbes zařadil Gardaland v roce 2005 na pátou příčku mezi desítku nejzábavnějších zábavních parků na světě. V parku se v roce 2016 nacházelo 34 atrakcí různého charakteru.

## Nejzajímavější atrakce
K nejzajímavějším atrakcím patří:

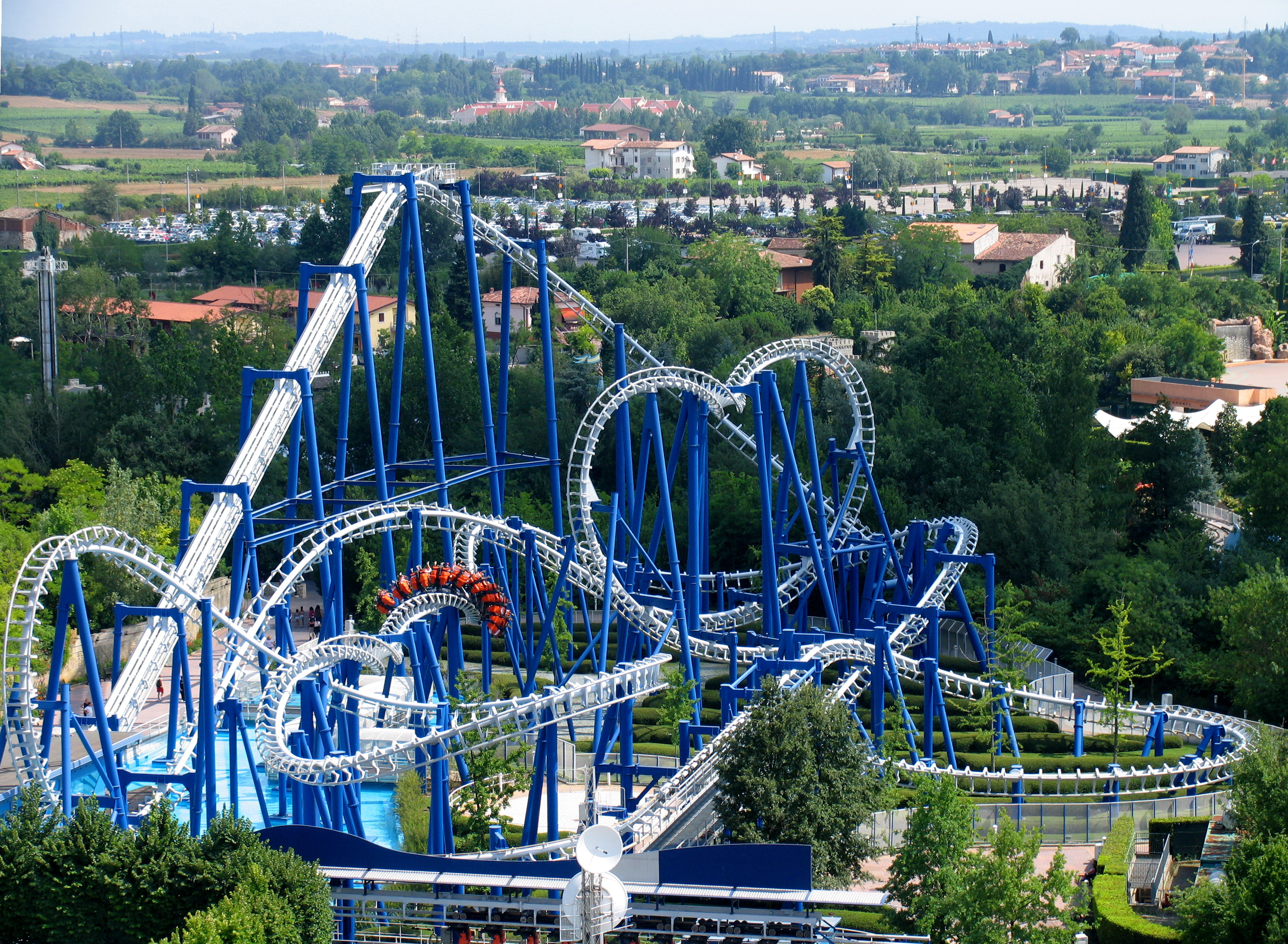
Blue Tornado

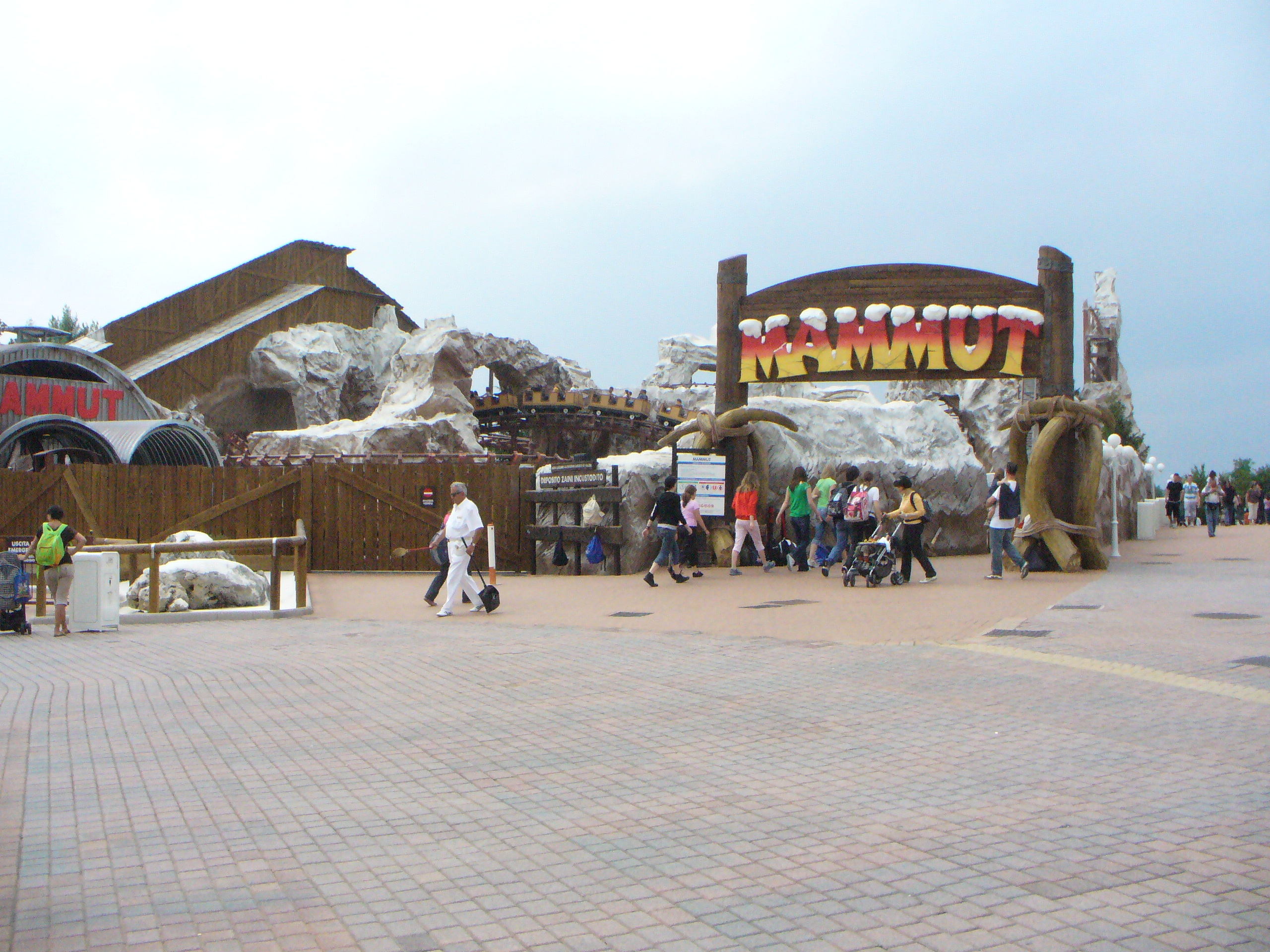
Mammut

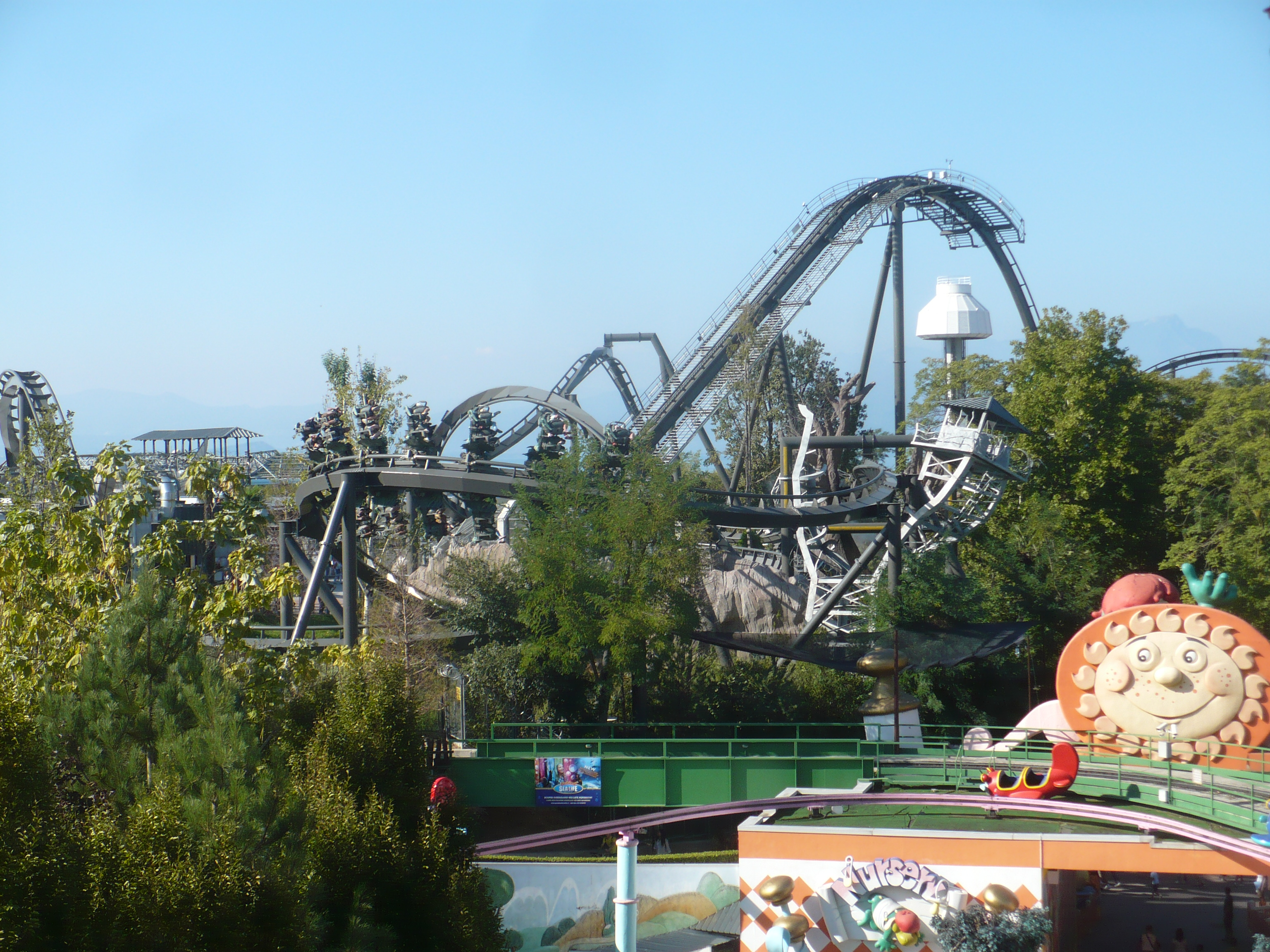
Raptor

- Blue Tornado – horská dráha dosahující rychlostí až 80 km/h, otevřená v roce 1998.[5] Oproti běžným dráhám jsou koleje nahoře (pasažéři nesedí ve vozíku, ale visí v sedačce). Délka dráhy je 765 m a výška asi 33 m[5]
- Magic Mountain – klasická horská dráha dosahující rychlosti až 70 km/hod. Jedná se o první ocelovou dráhu v parku (1985). Délka dráhy je téměř 700 m a výška je 35 m[5]
- I corsari (piráti) – vodní podzemní atrakce, která je jednou z nejdražších v parku. Stavěla se tři roky a její cena byla 60 miliard lir (cca 31 mln. €).[7] Zajímavostí je, že tato atrakce je plně automatizovaná a řízená počítačově, bez jediného zásahu člověka. Kromě návštěvníků se pod zemí nenachází žádný jiný člověk. Tato atrakce patří mezi tzv. Dark Ride. Loďky v podzemí projíždějí pirátskými scénami
- Colorado Boat – zábavní vodní atrakce: plavba na voru na divoké vodě a poté spuštění z výšky do vody
- Jungle Rapids – druhá vodní atrakce, která zavede návštěvníky v člunu pro 6 osob do džungle plné vodopádů a nástrah
- Sequoia Adventure – netypická a dobrodružná horská dráha. Po velkou část jízdy je návštěvník hlavou dolů[5]
- The Spectacular 4D Adventure – 4D kino
- Mammut – rodinná horská dráha ve stylu doby ledové. Jízda trvá necelé tři minuty, dráha je dlouhá asi 1030 m
- Raptor – nejrychlejší (90 km/h) horská dráha v parku, otevřená v roce 2011. Jízda začíná v podzemí. Dráha je dlouhá 770 m. Konstrukce trvala necelých 10 měsíců
- Oblivion – the Black Hole – další dráha, otevřená v roce 2015. Pasažéři jsou prudce spuštěni do podzemní „černé díry“[5][8]

## Otevírací doba
Park je otevřen od května do října od 10 do 24 hodin (údaj z roku 2009). Stejně tak i atrakce fungují od 10 do 24 hodin (2009). V nočních hodinách v určité dny, zpravidla od půlnoci do ranních hodin, se koná disco laser show.

## Další součásti
V areálu se nachází čtyřhvězdičkový hotel připomínající pohádkový svět. Kromě hotelu je v parku několik restaurací, pizzerií, fast foodů, barů, supermarket, kadeřnictví a lékárna. Vše v pohádkovém stylu.